# 남부강 터미널

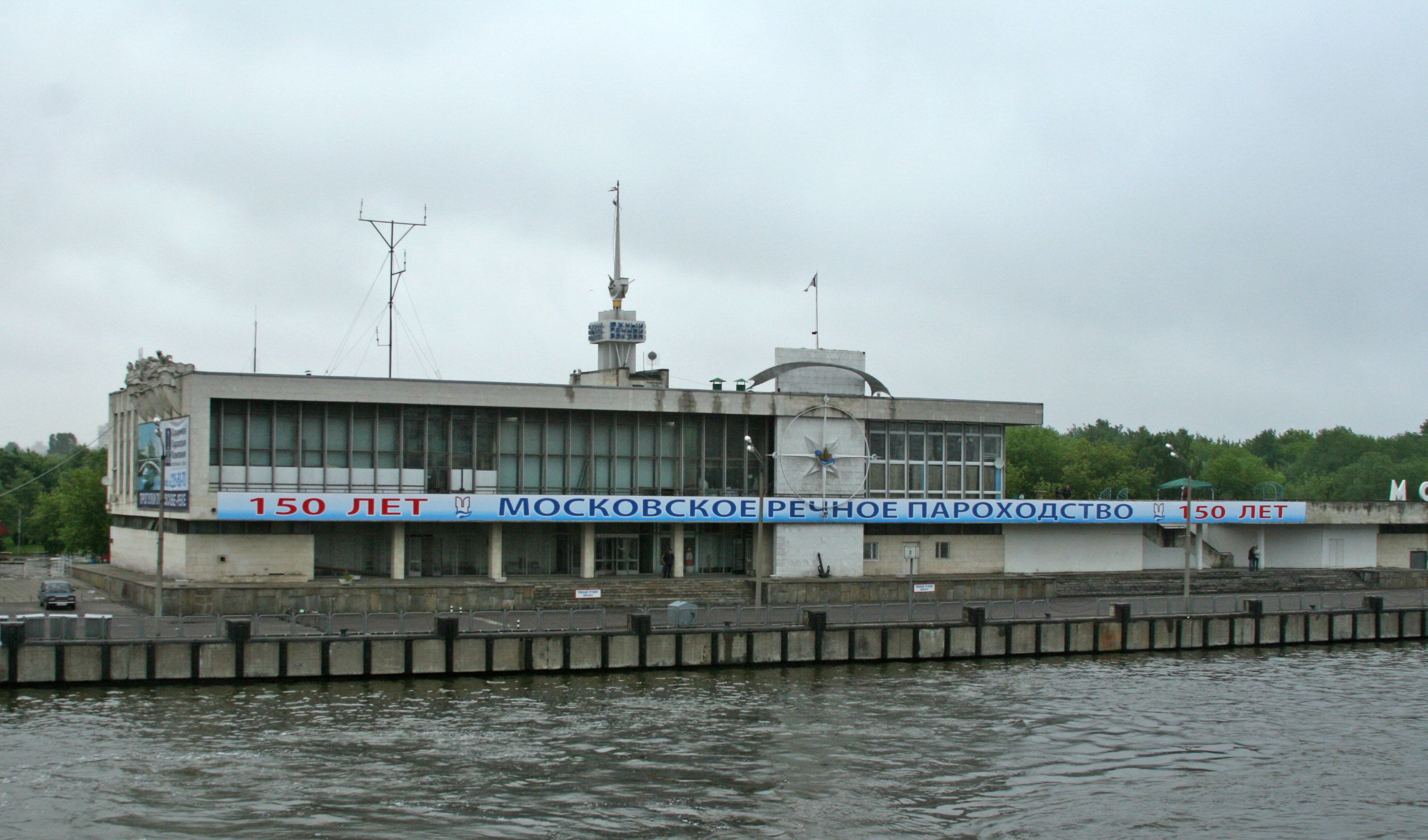

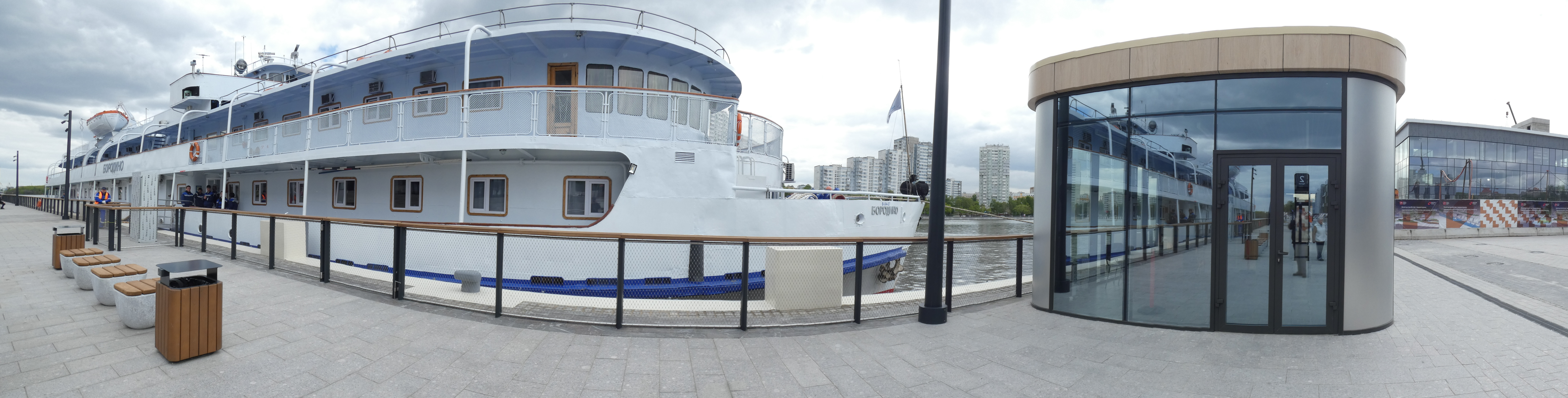
첫 번째(25 년 후)강 항해 는 남부 강 역 에 도착 하였다.

남부강 터미널(러시아어: Южный речной вокзал)은 러시아 모스크바에 위치한 두 여객 터미널 중 하나이다. 건축가 A.M. 루클랴데프의 설계에 따라 1985년에 지어졌다. 모스크바의 나가틴스키 자톤 군락 지역에 위치하고 있다.

## 같이 보기
- 북부강 터미널